# Andreï Serdioukov
Andreï Nikolaïevitch Serdioukov (en russe : Андрей Николаевич Сердюков ; né le 4 mars 1962) est un colonel général des forces armées russes et commandant des troupes aéroportées de la fédération de Russie.

## Début de carrière militaire soviétique
Selon des sources officielles russes, Serdioukov est né le 4 mars 1962 à Ouglegorsky, dans l'oblast de Rostov. D'autres sources indiquent qu'il serait né à Amvrossiïvka. En 1983, il est diplômé de l'école supérieure de commandement aéroporté de Riazan. Il devient commandant d'un peloton de reconnaissance de la compagnie régimentaire de reconnaissance de la 104e division aéroportée de la garde. Serdioukov est promu commandant adjoint de compagnie, commandant de compagnie, chef d'état-major, commandant adjoint de bataillon, puis commandant de bataillon.

## Carrière dans les forces armées russes
En 1993, Serdioukov est diplômé de l'Académie militaire Frounze. Il devient commandant adjoint d'un régiment de la 76e division aéroportée de la Garde. Serdioukov combat dans la première guerre de Tchétchénie. En 1995, il prend le commandement du 237e régiement aéroporté de la garde de la 76e division. Entre 1997 et 1998, il est chef d'état-major, commandant adjoint et commandant du 104e régiement aéroporté de la garde de la 76e division. Il est ensuite nommé commandant adjoint de la division. Serdioukov est commandant adjoint de la brigade des unités russes au Kosovo. Au Kosovo, il participe à l'incident de l'aéroport de Pristina, un bras de fer entre les troupes russes et les forces de maintien de la paix de l'OTAN.
Le 10 mars 2002, Serdioukov devient commandant par intérim de la 138e brigade motorisée de fusiliers de la Garde dans le district militaire de Leningrad. Il est confirmé dans le poste le 11 juillet 2002 et commande la brigade jusqu'au 9 juin 2003. De juin 2004 à 2007, Serdioukov est le commandant de la 106e division aéroportée de la Garde. Après avoir obtenu son diplôme de l'Académie militaire de l'état-major général en 2009, Serdioukov est nommé commandant adjoint de la 5e armée de la bannière rouge. Il prend le commandement de l'armée en janvier 2011. En février 2013, Serdioukov devient commandant adjoint du district militaire sud. Le 4 octobre 2013, Serdioukov est nommé chef d'état-major et premier commandant adjoint du district militaire sud.
Serdioukov dirigé les forces russes au printemps 2014 lors de l'annexion de la Crimée par la Fédération de Russie. Sous le nom de code « Sedov », Serdioukov commande le regroupement des troupes russes dans le Donbass en août 2015. Le 4 octobre 2016, Serdioukov est nommé commandant des troupes aéroportées russes, en remplacement du colonel général Vladimir Chamanov. Il reçoit le drapeau des forces aéroportées le 10 octobre des mains du ministre de la Défense Sergueï Choïgou.

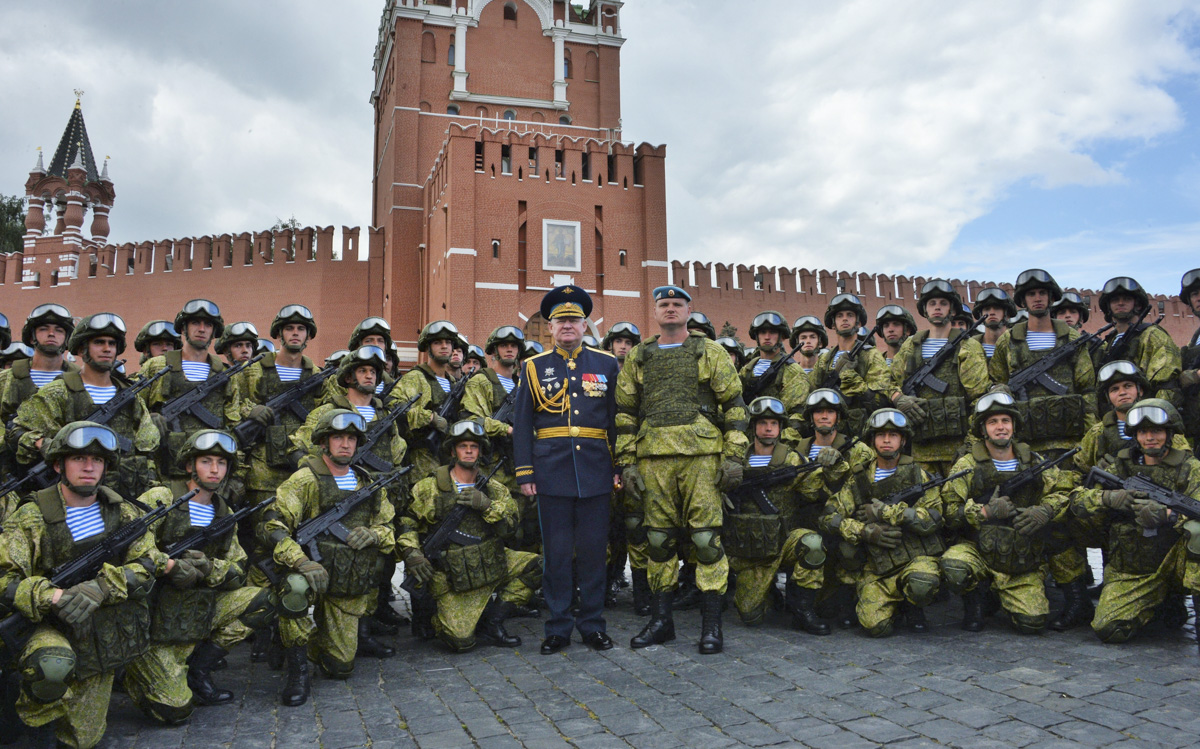
Personnel des forces aéroportées, avec le général Serdioukov au centre, devant la tour du Sauveur le jour des parachutistes en 2020.

Le 15 septembre 2017, Serdioukov est grièvement blessé lors d'un accident sur l'autoroute R21 dans l'oblast de Mourmansk alors qu'il supervisait des exercices aéroportés au cours desquels une Chevrolet Lanos a percuté sa fourgonnette, la renversant. L'accident a été rapporté dans les médias russes quatre jours plus tard, Serdioukov étant dans un « état satisfaisant » avec un grave traumatisme cranio -cérébral et une fracture du dos ; il a été emmené à l'unité de soins intensifs du 1469e hôpital militaire naval de la flotte du Nord. Le commandant adjoint des troupes aéroportées, le général de division Vladimir Kotchetkov, a également subi des fractures, tandis que le conducteur de la voiture civile a été tué. Serdioukov était de retour au poste le 15 novembre, lorsqu'il a présidé une réunion du Conseil militaire des troupes aéroportées.
Du 10 avril 2019 à fin septembre 2019, il est le commandant des forces armées russes déployées en Syrie.
Le 7 janvier 2022, il est nommé commandant des forces de maintien de la paix de l'OTSC au Kazakhstan.

## Décorations
Serdioukov est porteur des décorations suivantes :
- Héros de la Fédération de Russie (2020)
- Ordre "Pour le mérite de la patrie" 3e classe et 4e classe (avec épées)
- Ordre d'Alexandre Nevski
- Ordre du Courage
- Ordre d'Honneur
- Ordre de service à la patrie dans les forces armées  de l'URSS de 3e classe
- Ordre du mérite militaire
- Spécialiste militaire honoré de la Fédération de Russie